# Нова Гвінея

Політичний розподіл острова:
бежевий — PNG
зелений — IDN

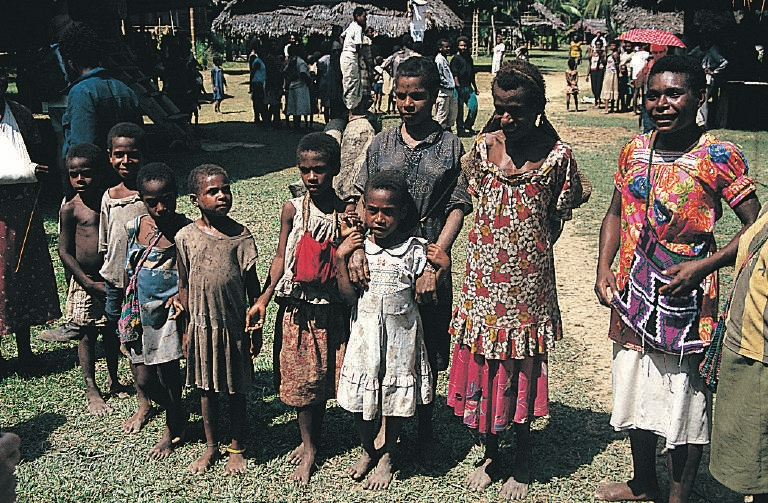
Мешканці Папуа Нової Гвінеї

Нова́ Гвіне́я (ток-пісін Niugini, індонез. Papua) — другий за величиною острів Землі (після Гренландії) площею 786 тисяч км². Довжина острова становить 2 398 км, ширина — 400 км.

## Географія
Розташований в західній частині Тихого океану острів Нова Гвінея знаходиться на півночі від Австралії (відокремлений від неї протокою Торреса) і є її сполучною ланкою з Азією. Має материкове походження. Захід острова належить Індонезії, тоді як східна частина острова належить до Океанії і на ній з 1975 розташовується незалежна держава Папуа Нова Гвінея.
У західній частині підноситься гірський масив Маоке, найвищий пік якого Пунчак-Джая досягає 4884 м над рівнем моря. На сході знаходяться гори Бісмарка, чия найвища точка — гора Вільгельм, 4509 м. У західній частині острова вглиб суші глибоко вдаються затоки Берау і Чендравасіх, утворюючи півострови Чендравасіх і Бомберай, південно-східне узбережжя острова омиває затока Папуа. Найбільшими і найдовшими річками острова є річкі Сепік (1126 км), Флай (1120 км), Пулау (674 км), Мамберамо (670 км) і Раму (640 км). Найбільші міста — Порт-Морсбі (Папуа Нова Гвінея) і Джаяпура (Індонезія).

## Флора і фауна
Нова Гвінея — тропічний острів, і тому має вельми велику різноманітність видів. На ній мешкають 11 тисяч видів рослин, 600 унікальних видів птахів, понад 400 видів земноводних, 455 видів метеликів і близько ста відомих видів ссавців.

## Едемський сад
У 2005 році група американських дослідників виявила в тропічних лісах гірського району Нової Гвінеї місце, назване нею потім «Едемським садом». Цей район, площею близько 300 тисяч гектарів, розташований на схилах гір Фоджа в західній частині Нової Гвінеї та ізольований від впливу навколишнього світу. Учені виявили в Едемському саду понад 20 невідомих раніше видів жаб, чотири нових види метеликів, п'ять невідомих науці видів пальм і безліч дивовижних рослин. Виявлено декілька видів рідкісних сумчастих — деревних кенгуру, а також «райський птах» Паротія фойська, що раніше вважався вимерлим видом.
Всі тварини — мешканці нагір'я — не бояться людини, зокрема, рідкісна довгодзьоба проєхидна.

## Історія

### Рання історія
У давнину Нова Гвінея була сполучена з Австралією. Розділення відбулося в результаті підвищення рівня Світового океану відносно недавно. Цим пояснюється наявність на Новій Гвінеї численних видів сумчастих, що живуть в Австралії. Заселення людиною відбулося 40 тисяч років тому з Азії. Надалі від переселенців утворилося більше тисячі папуасько-меланезійських племен. Відсутність великих, придатних до одомашнення, тварин на острові заважало розвитку рільництва і робило неможливим скотарство. Це сприяло збереженню первісно-общинного ладу на великих територіях Нової Гвінеї аж до сьогодення. Різноманітність мов і безліч племен була зумовлена ізольованістю людей одне від одного через почленований рельєф і брак технічних засобів, що сприяли б спілкуванню і культурному обміну.

### Відкриття європейцями
Першими відкривачами Нової Гвінеї були іспанські і португальські мореплавці на початку XVI століття. У 1526 зійшов на сушу на північно-західному березі острова дон Жоржі де Мінезіш. Згідно з легендою, він дав острову назву Папу́а (papuwah), що в індонезійській мові означає «кучерявий».
Це ім'я описувало кучеряве волосся меланезійських аборигенів. У 1545 біля острова пропливав іспанець Іньїго Ортіс де Ретес і назвав його Нова Гвінея, оскільки узбережжя нагадувало йому береги Африканської Гвінеї, які він бачив раніше. Пізніше іспанські купці почали вивозити золото, срібло, кокоси, каучук і дорогоцінні породи дерев.

### Епоха колоніалізму
У 1828, перша європейська держава Нідерланди зайняли західний півострів Вогелькоп. У 1884 решту острова розділили на частини між собою Нідерланди, Велика Британія і Німеччина. Нідерландам відійшла західна половина Нової Гвінеї, британці отримали південний схід, німці — північний схід, який вони назвали Землею кайзера Вільгельма. Британська частина була віддана Австралії в 1906, а німецька після Першої світової війни стала австралійським мандатом Ліги Націй.

### Друга Світова війна
Під час Другої світової війни острів був окупований Японією. Потерпаючи від жахливого ставлення японської армії, папуаси допомагали силам союзників як могли, транспортуючи спорядження і поранених через острів. Після війни за незалежність у 1949 Індонезія заявила претензії на західну частину Нової Гвінеї, яка, проте залишилася під адміністрацією Нідерландів.

### Незалежність

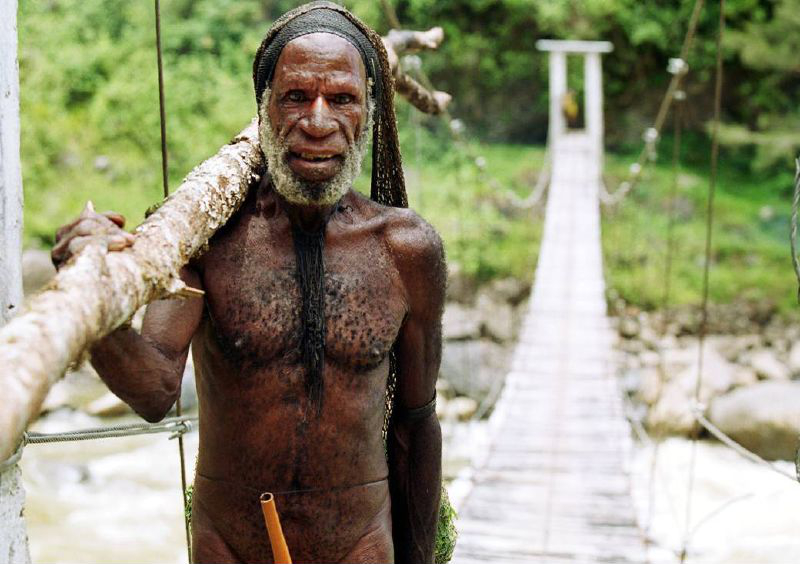
Людина племені Дану

З 1957 Нідерланди і Австралія почали будувати плани незалежності об'єднаної Нової Гвінеї в 1970-х. У 1961 в західній частині були проведені вибори і створений парламент. Не бажаючи такого політичного розвитку, Індонезія у відповідь на це ввела свої війська і оголосила про приєднання західної половини острова до Індонезії. Після цього почалися масові депортації папуаського населення, на місце якого прийшли поселенці з острова Ява. Вважається, що в результаті «етнічного чищення» західної Нової Гвінеї загинуло близько 300 тисяч папуасів. У 1975 східній частині Нової Гвінеї Австралія дала незалежність, так утворилася держава Папуа Нова Гвінея.

## Зв'язки з Україною
Український письменник в Австралії Дмитро Нитченко (нар. в м. Зіньків) написав книжку «Слідами Миклухи-Маклая». Це науково-художня розвідка про видатного українського мандрівника. Письменник сам проходить маршрутом Миклухи-Маклая, розкриваючи перед україномовним читачем нову, модерну культуру національностей Нової Гвінеї. (Журнал «Український засів», м. Харків, № 7, 1997, С. 91).
У 2016 році у видавництві «Ярославів Вал» про славетного вченого і дослідника вийшов ґрунтовний роман Івана Корсака «Запізніле кохання Миклухо-Маклая».